# Jay David Bolter
Jay David Bolter (* 17. August 1951) ist einer der bedeutendsten Vordenker zur Theorie des elektronischen Schreibens und des Hypertextes neben Vannevar Bush, Ted Nelson und Jakob Nielsen.

## Leben
Jay David Bolter promovierte 1977 (Ph.D. in Classics) und erwarb 1978 einen Master-Abschluss in Computer Science (M.S.), jeweils an der Universität von North Carolina.
Bolter forscht zur kulturellen und sozialen Bedeutung des Computers (Turing's Man, 1984) und zu Hypertext (Writing Space, 1991):
"The term computer literacy has been taken to mean either the ability to operate a computer [...] or a technical knowledge of programming and concepts of computer science [...] we have been exploring a different and more general definition of computer literacy: the ability to read and write in the computer medium and an understanding of how the computer fits into the long tradition of the technologies of writing"
"Each element in this network may be a word, a sentence, a paragraph, and it may be related to as many other elements as the author or the reader (who is also an author) cares to define [...] The key is the electronic link, which allows us to build and explore trees or networks, to turn trees into hypertext" (Bolter in Writing Space).
Seine aktuellen Interessenschwerpunkte liegen im Bereich der Annotation und der Remediation (Remediation, 2000).
Zusammen mit Michael Joyce entwickelte er das Hypertext-System Storyspace.

## Publikationen
- 1984: Turing's Man: Western Culture in the Computer Age. University of North Carolina Press, ISBN 0-8078-4108-0 (dt. Ausgabe: Der digitale Faust. Stuttgart: Klett-Cotta, 1990)
- 1991: Writing Space: The Computer, Hypertext, and the History of Writing. Hillsdale, New Jersey: Lawrence Erlbaum, ISBN 0-8058-0427-7 und ISBN 1-56321-067-3 (Rezension)
- 2000: Remediation: Understanding New Media. MIT Press, ISBN 0-262-02452-7 (mit Richard Grusin; Beschreibung)
- 2001: Controlling Voices. Southern Illinois University Press (mit Tyanna K. Herrington)
- 2002: Integrating 2-D Video Actors into 3-D Augmented-Reality Systems. MIT Press (mit Blair MacIntyre, Marco Lohse und Emmanuel Moreno)
- 2003: Windows and Mirrors (mit Diane Gromala). MIT Press